# Колзаков, Пётр Николаевич
Пётр Никола́евич Колзако́в (1861—1937) — русский военачальник, генерал-майор.

## Биография
Родился 27 июля 1861 года в православной дворянской семье.
Общее образование получил в 1-й Санкт-Петербургской военной гимназии.
В военную службу вступил 2 сентября 1880 года. Затем окончил 3-е военное Александровское училище (по 2-му разряду) и был выпущен во 2-й пеший батальон Забайкальского казачьего войска. Хорунжий (ст. 12.08.1883). Поручик (ст. 15.12.1884).
Переведен в Отдельный корпус пограничной стражи (ОКПС) 29 апреля 1888 года. Штабс-ротмистр (ст. 09.04.1889). Заведующий учебной командой. Командующий пешей сотней. Ротмистр (ст. 28.03.1893). Командующий отрядом. Обер-офицер для поручений при штабе бригады.
Подполковник (ст. 06.12.1900). Заведующий оружием. Бригадный адъютант. Переведен в Заамурский округ ОКПС 14 мая 1901 года.
Участник похода в Китай 1900—1901 годов и русско-японской войны 1904—1905 годов.
Полковник (ст. 06.12.1904). Старший адъютант штаба Пограничного округа. Командующий отрядом. Командующий отделом. Помощник командира 3-й бригады Заамурского округа пограничной стражи (на 06.1906). Командир 1-го конного полка с 1 апреля 1910 года.
Участник Первой мировой войны, на которой сражался командиром 1-го пограничного Заамурского конного полка (до 1915 года). Геройски действовал в Заднестровском сражении в начале мая 1915 года, где заамурцы прорвали несколько линий обороны и отбросили австро-венгерские войска за реку Прут с большим уроном. Командующий 2-й бригадой 7-й кавалерийской дивизии (1915—1917). Генерал-майор (пр. 23.12.1915; ст. 28.04.1915) с утверждением в должности.
После Октябрьской революции в период с 1917 по 1920 годы воевал в Добровольческой армии, ВСЮР и Русской армии — служил на различных должностях до эвакуации из Крыма.
Находился в эмиграции во Франции. Умер 22 февраля 1937 года в городе Кане-Пляж (департамент Восточные Пиренеи), где и похоронен.

## Награды
- Награждён орденом Св. Георгия 4-й степени (30 декабря 1915 — за отличие командиром 1-го пограничного Заамурского конного полка при проведении конной атаки в районе Городенки).
- Также награждён орденами Св. Станислава 3-й степени (1891); Св. Анны 3-й степени (1894); Св. Станислава 2-й степени (1897); Св. Анны 2-й степени (1900); мечи к ордену св. Анны 2-й степени (1904); Св. Владимира 4-й степени с мечами и бантом (1904); Св. Владимира 3-й степени с мечами (ВП 02.06.1906); Св. Станислава 1-й степени с мечами (ВП 25.09.1916), а также многими медалями, среди которых медаль в память Священного Коронования Их Императорских Величеств на Андреевской ленте (1896).